# Pentrusok
Pentrusok, ókori samnis néptörzs. Livius közlése szerint a samnis törzsek közül egyedül ők maradtak hűek Rómához Hannibal támadásának idején.